# ロックン・ロール・ミュージック
『ロックン・ロール・ミュージック』（Rock 'n' Roll Music）は、ビートルズのコンピレーション・アルバム（アナログLP2枚組）である。アメリカでは1976年6月4日にキャピトル・レコード（規格品番 : SKBO-11537）から、イギリスでは4日後の6月11日にパーロフォン（規格品番 : PCSP-719）から発売された。ビートルズの楽曲からロックンロール・ナンバーを集めた作品となっている。全英アルバムチャートでは最高位11位、Billboard 200では最高位4位を記録した。
現在はビートルズのカタログから存在が抹消されている。

## 背景・リリース
『ロックン・ロール・ミュージック』は、ビートルズのロックンロールのルーツおよびそのジャンルへの貢献を捉えることを目的に発売された。本作には「ドライヴ・マイ・カー」、「レボリューション」、「ゲット・バック」のほか、他アーティストのカバー曲も含まれている。ビートルズの伝記作家であるケネス・ウォマックは、「注目に値する点」としてシングル『ヘルプ!』のB面曲として発売され、本作でアルバム初収録となった「アイム・ダウン」を挙げている。
発売から4年後の1980年10月には、『ロックン・ロール・ミュージック Vol.1』、『ロックン・ロール・ミュージック Vol.2』の2作に分けて発売された。これらのジャケットは1964年にビートルズがアメリカ初上陸した際の情景をモチーフにしたイラストに変更されている。

## アートワーク
アートワークは、光沢のある銀色の背景にエンボス加工されたビートルズのメンバーが描かれたもので、インナー・スリーブにはコカ・コーラのビン、マリリン・モンロー、ハンバーガーやアメリカ車など、ビートルズが活動していた1960年代の前世代にあたる1950年代のアメリカをモチーフにしたデザインが施されていた。このアートワークについて、リンゴ・スターは『ローリング・ストーン』誌で「ビートルズを安っぽくさせている」と怒りを表明し、ジョン・レノンは「ボツにされたモンキーズのアルバム・カバーのようだ」と不満を表し、レノン自身がハンブルク時代に知り合ったアストリッド・キルヒャーとユルゲン・ボルマーの写真を使用したデザインを自らさせて欲しいと嘆願するも、キャピトルはこれを拒否した。

## 反響
発売された当時、ポール・マッカートニー率いるウイングスによる米国ツアー「Wings over America」ツアーの影響などから、ビートルズのリバイバル・ブームが発生していた。
イギリスのミュージック・ウィーク誌では最高位11位を記録し、アメリカのBillboard 200誌では、2週連続で最高位2位を記録した。この時、第1位を記録したのがウイングスの『スピード・オブ・サウンド』。
なお、ビートルズのアルバムとポールのアルバムがランキングのTOP2を争うのは、1970年6月6日付のチャート以来2度目となった。

## シングル盤
本作からのリカット・シングルとして、イギリスとアメリカで2作のシングル盤がリリースされた。
イギリスでは、1976年5月25日に「バック・イン・ザ・U.S.S.R.」をB面に「ツイスト・アンド・シャウト」を収録してシングル盤としてリリース。同盤は全英シングルチャートで最高位19位を記録した。
アメリカでは、1976年5月31日に「ゴット・トゥ・ゲット・ユー・イントゥ・マイ・ライフ」をB面に「ヘルター・スケルター」を収録してシングル盤としてリリース。当初、A面とB面は逆となっていたが、「ヘルター・スケルター」を人類の最終戦争と解釈した犯罪者チャールズ・マンソンの影響により、入れ替えられた。このシングル盤は、Billboard Hot 100で最高位7位を記録した。

## 収録曲
特記がない限り、作詞作曲はレノン＝マッカートニー。
| #  | タイトル                                                             | 作詞・作曲                                                             | リード・ボーカル       | 時間 |
| -- | -------------------------------------------------------------------- | ---------------------------------------------------------------------- | ---------------------- | ---- |
| 1. | 「ツイスト・アンド・シャウト」(Twist And Shout)                      | フィル・メドレー （ 英語版 ） バート・ラッセル （ 英語版 ）            | ジョン・レノン         | 2:31 |
| 2. | 「アイ・ソー・ハー・スタンディング・ゼア」(I Saw Her Standing There) |                                                                        | ポール・マッカートニー | 2:56 |
| 3. | 「ユー・キャント・ドゥ・ザット」(You Can't Do That)                  |                                                                        | ジョン・レノン         | 2:38 |
| 4. | 「アイ・ウォナ・ビー・ユア・マン」(I Wanna Be Your Man)              |                                                                        | リンゴ・スター         | 1:59 |
| 5. | 「アイ・コール・ユア・ネーム」(I Call Your Name)                     |                                                                        | ジョン・レノン         | 2:09 |
| 6. | 「ボーイズ」(Boys)                                                   | ルーサー・ディクソン （ 英語版 ） ウェス・ファレル （ 英語版 ）        | リンゴ・スター         | 2:28 |
| 7. | 「ロング・トール・サリー」(Long Tall Sally)                          | エノトリス・ジョンソン ロバート・ブラックウェル リチャード・ペニーマン | ポール・マッカートニー | 2:00 |

| #  | タイトル                                                                        | 作詞・作曲                                                    | リード・ボーカル       | 時間 |
| -- | ------------------------------------------------------------------------------- | ------------------------------------------------------------- | ---------------------- | ---- |
| 1. | 「ロック・アンド・ロール・ミュージック」(Rock and Roll Music)                   | チャック・ベリー                                              | ジョン・レノン         | 2:30 |
| 2. | 「スロウ・ダウン」(Slow Down)                                                   | ラリー・ウィリアムズ                                          | ジョン・レノン         | 2:54 |
| 3. | 「カンサス・シティ / ヘイ・ヘイ・ヘイ・ヘイ」(Kansas City / Hey, Hey, Hey, Hey) | ジェリー・リーバーとマイク・ストーラー/リチャード・ペニーマン | ポール・マッカートニー | 2:35 |
| 4. | 「マネー」(Money (That's What I Want))                                          | ジェイニー・ブラッドフォード （ 英語版 ） ベリー・ゴーディ    | ジョン・レノン         | 2:47 |
| 5. | 「バッド・ボーイ」(Bad Boy)                                                     |                                                               | ジョン・レノン         | 2:20 |
| 6. | 「マッチ・ボックス」(Matchbox)                                                  | カール・パーキンス                                            | リンゴ・スター         | 2:28 |
| 7. | 「ロール・オーバー・ベートーヴェン」(Roll Over Beethoven)                       | チャック・ベリー                                              | ジョージ・ハリスン     | 2:00 |

| #  | タイトル                                            | 作詞・作曲           | リード・ボーカル                          | 時間 |
| -- | --------------------------------------------------- | -------------------- | ----------------------------------------- | ---- |
| 1. | 「ディジー・ミス・リジー」(Dizzy Miss Lizzy)        | ラリー・ウィリアムズ | ジョン・レノン                            | 2:53 |
| 2. | 「エニイ・タイム・アット・オール」(Any Time At All) |                      | ジョン・レノン                            | 2:13 |
| 3. | 「ドライヴ・マイ・カー」(Drive My Car)              |                      | - ポール・マッカートニー - ジョン・レノン | 2:29 |
| 4. | 「みんないい娘」(Everybody's Trying To Be My Baby)  | カール・パーキンス   | ジョージ・ハリスン                        | 2:26 |
| 5. | 「ザ・ナイト・ビフォア」(The Night Before)          |                      | ポール・マッカートニー                    | 2:37 |
| 6. | 「アイム・ダウン」(I'm Down)                        |                      | ポール・マッカートニー                    | 2:32 |
| 7. | 「レボリューション」(Revolution)                    |                      | ジョン・レノン                            | 3:25 |

| #  | タイトル                                                                            | 作詞・作曲         | リード・ボーカル       | 時間 |
| -- | ----------------------------------------------------------------------------------- | ------------------ | ---------------------- | ---- |
| 1. | 「バック・イン・ザ・U.S.S.R.」(Back In The U.S.S.R.)                                |                    | ポール・マッカートニー | 2:44 |
| 2. | 「ヘルター・スケルター」(Helter Skelter)                                            |                    | ポール・マッカートニー | 4:30 |
| 3. | 「タックスマン」(Taxman)                                                            | ジョージ・ハリスン | ジョージ・ハリスン     | 2:39 |
| 4. | 「ゴット・トゥ・ゲット・ユー・イントゥ・マイ・ライフ」(Got To Get You Into My Life) |                    | ポール・マッカートニー | 2:31 |
| 5. | 「ヘイ・ブルドッグ」(Hey Bulldog)                                                   |                    | ジョン・レノン         | 3:11 |
| 6. | 「バースデイ」(Birthday)                                                            |                    | ポール・マッカートニー | 2:43 |
| 7. | 「ゲット・バック」(Get Back)                                                        |                    | ポール・マッカートニー | 3:09 |

## チャート成績

### 週間チャート
| チャート (1976年)                           | 最高位 |
| ------------------------------------------- | ------ |
| オーストラリア (Kent Music Report)          | 4      |
| オーストリア (Ö3 Austria)                   | 6      |
| カナダ (RPM)                                | 2      |
| フィンランド (Suomen virallinen albumlista) | 14     |
| ドイツ (Offizielle Top 100)                 | 10     |
| 日本 (オリコン)                             | 19     |
| ニュージーランド (RMNZ)                     | 2      |
| ノルウェー (VG-lista)                       | 8      |
| スウェーデン (Sverigetopplistan)            | 18     |
| UK アルバムズ (OCC)                         | 11     |
| US Billboard 200                            | 2      |

### 年間チャート
| チャート (1976年)                  | 順位 |
| ---------------------------------- | ---- |
| オーストラリア (Kent Music Report) | 22   |
| Canada Top Albums/CDs (RPM)        | 14   |
| ニュージーランド (RMNZ)            | 16   |

## 認定
| 国/地域                                             | 認定     | 認定/売上数 |
| --------------------------------------------------- | -------- | ----------- |
| イギリス (BPI)                                      | Gold     | 100,000^    |
| アメリカ合衆国 (RIAA)                               | Platinum | 1,000,000^  |
| * 認定のみに基づく売上数 ^ 認定のみに基づく出荷枚数 |          |             |